# Erebia subtusochrea
Erebia subtusochrea är en fjärilsart som beskrevs av Müller 1928. Erebia subtusochrea ingår i släktet Erebia och familjen praktfjärilar. Inga underarter finns listade i Catalogue of Life.